# Almby IK
Almby IK är en sportklubb i Örebro bildad 23 september 1923. Klubben har fler än 500 medlemmar (2014) och en egen klubbstuga, Ljungstugan. Den ligger vid Markaskogen och Markaspåret, strax söder om Örebro universitet.

## Historia
Startåret 1923 arrangerade klubben fotbollsmatcher, terränglöpnings- och skidtävlingar. Fotbollen lades ner 1934. Backhoppning inleddes 1927 och blev en stor sport i klubben fram till år 1966, då Sörbybacken revs. Örebro City Marathon arrangerades under åren 1981–98.
Orientering har klubben bedrivit sedan 1929. Tävlingen Almbyträffen var under 1970-talet en årlig tävling med över 3000 deltagare. Föreningen var också huvudarrangör för O-ringen 1979 och var medarrangör till O-ringen 2000 och 2010. Glansperioden för orienteringen var på 1980-talet. Klubben vann finska Jukola-kavlen 1981, 1984 och 1985 och Tiomila 1985. Då sprang bland andra Jörgen Mårtensson, Kjell Lauri och Stefan Branth för klubben. Klubben är också en av de bästa i Sverige (genom tiderna) på MTB (mountainbike). Klubben har också börjat arrangera ett långlopp i MTB: bergslagsloppet.